# Municipio de Hostotipaquillo
El municipio de Hostotipaquillo es un municipio de la Región Valles del estado de Jalisco, México. Se encuentra aproximadamente a 84 km al oeste de Guadalajara. Según el II Conteo de Población y Vivienda de 2005, el municipio tenía 8.228 habitantes, de los cuales 4.130 eran hombres y 4.098 eran mujeres. Su cabecera es la localidad de Hostotipaquillo. Su nombre proviene del náhuatl y se interpreta como "sobre la cueva". Posee una extensión territorial de 697,94 km² y su población se dedica principalmente al, Hostotipaquillo Hostotipaquillo se caracteriza por su evento de cada año, que conlleva a la bendición de cascos,  que se realiza cada año.
Hostotipaquillo", denominándosele asimismo en la actualidad "El Hosto", que se interpreta como "encima de la cueva".

## Historia
El primitivo asiento del poblado estuvo al poniente de su actual ubicación, en un lugar conocido por la Coronilla. La región fue paso obligatorio de las continuas inmigraciones de las tribus nahuatlacas. Estuvo habitado por los texcoquines, coanes, tepehuanes y otras tribus de origen náhuatl. Adoraban al sol; prueba de ello es un templo dedicado a tal deidad encontrado por fray Francisco Lorenzo al arribar al poblado.
La conquista del Hostotipaquillo la realizó Cristóbal de Oñate en 1530. Durante la colonia el poblado formó parte de la Nueva Galicia. El cacique de Ostotipac, por lo demás, estuvo presto al llamado que en 1538 le hizo el cacique Goaxícar de Xochitepet, que promovió un alzamiento contra los españoles y los religiosos. En 1543 cinco mil hombres se alzaron de nuevo, viniendo Diego de Colio desde Guadalajara a poner orden.
En 1605 se descubren sus minas, llamándose a partir de entonces Real de Reales de Hostotipaquilla. Los primeros en hacer molinos para beneficiar metales fueron Isabel Pérez y los hermanos Diego y Francisco Rodríguez Ponce. En 1824 pasó a pertenecer al departamento de Tequila; en 1835 pierde el mineral de San Pedro Analco, que pasa a la municipalidad de Atemanica. En 1825 ya era municipio.

## Descripción geográfica

### Ubicación
El municipio de Hostotipaquillo se localiza en la región Valles del estado de Jalisco. Sus municipios colindantes son Magdalena, San Martín de Bolaños, Tequila. 
El municipio colinda al norte con el estado de Nayarit y el municipio de Tequila; al este con el Tequila; al sur con los municipios de Tequila y Magdalena; y al oeste con el estado de Nayarit.

## Medio físico
El 63.6% del municipio tiene terrenos montañosos y la roca predominante es la extrusiva ácida (81.2%) se trata de rocas ígneas de origen volcánico vertido a la superficie a través de fisuras o volcanes. El suelo predominante es feozem (50.4%), se presenta en cualquier tipo de relieve y clima, excepto en regiones tropicales o lluviosas o zonas muy desérticas. Es el cuarto tipo de suelo más abundante en el país. Son de profundidad variable. Cuando son profundos se utilizan para la agricultura de riego o temporal. La selva (50.9%) es el uso de suelo dominante en el municipio.

### Hidrografía
Los tipos de recursos hídricos del municipio están constituidos por aguas subterráneas, ríos y lagos. El territorio está ubicado dentro de 5 acuíferos de los cuales el 0% no tienen disponibilidad y el 100.0% se encuentra con disponibilidad de agua subterránea.
El territorio municipal está dentro de las cuencas Ahuacatlán, Río Bolaños 2, Río Santiago 3, Río Santiago 4, Río Salado de las cuales el 100.0% tienen disponibilidad y el 0% presentan déficit de disponibilidad de agua superficial.
El municipio pertenece a la región hidrológica Santiago. Sus recursos hidrológicos son proporcionados por los ríos y arroyos que forman las subcuencas Río Santiago y Lerma-Chapala-Santiago. Los ríos principales son Río Santiago, Río Chico y Río Bolaños, y los arroyos son Plan de Barrancas, San Nicolás, Agua Fría y otros de menor importancia.

### Clima, temperatura y precipitación
El municipio de Hostotipaquillo (100%) tiene clima cálido subhúmedo. La temperatura media anual es de 22.5 °C, mientras que sus máximas y mínimas promedio oscilan entre 35.7 °C y 11.3 °C respectivamente. La precipitación media anual es de 905 mm. El régimen de lluvias se registra en junio, julio, agosto y parte de septiembre. Los vientos dominantes son en dirección del suroeste y, sólo en septiembre y noviembre son en dirección del noreste.

## Áreas naturales protegidas
Hostotipaquillo alberga 1 área natural protegida con una superficie de 15,127.41 hectáreas (ha) lo que representa el 21.0% de todo el territorio municipal. Además, se cuenta con 0.3% de humedales. El ANP lleva por nombre Cuenca Alimentadora del Distrito Nacional de Riego 043, Nayarit.

## Sequía
A nivel municipal la sequía extrema es la que tiene una mayor distribución con un 63.8%, le siguen la severa, excepcional y moderada con el 15, 13 y 4 por ciento de distribución en su territorio respectivamente.

## Flora y fauna

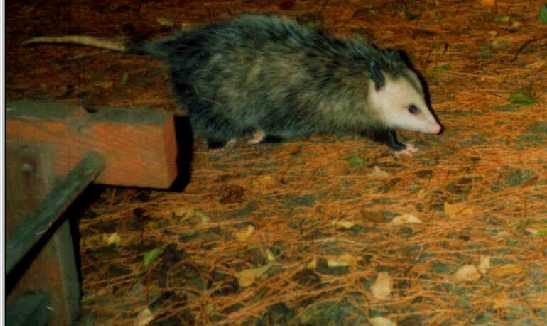
El tlacuache habita en el municipio.

Su vegetación corresponde al ecosistema de selva baja caducifolia: huizache, palo dulce y nopal. También hay bosques de pino y encino.
El coyote, jaguar, puma, tigrillo, ocelote, jabalí, chachalaca, coyote, tlacuache, liebre, zorrillo y venado habitan en el municipio.

## Infraestructura
El municipio cuenta con 16 servicios públicos, de los cuales destacan 43 escuelas, seguido de 19 instalaciones deportivas o de recreación y templos con 13.

### Salud
De acuerdo con los registros de la secretaría de salud, en el municipio se encuentran 6 unidades de servicio de salud como lo son consultorios, hospitales generales y especializados, oficinas administrativas, farmacias, laboratorios, unidades de medicina familiar, de especialidades médicas y móviles. De las cuales 6 corresponden a la Secretaría de Salud (SSJ).

## Economía y empleos
Conforme a la información del Directorio Estadístico Nacional de Unidades Económicas (DENUE) de INEGI, el municipio de Hostotipaquillo cuenta con 231 unidades económicas al mes de mayo de 2024 y su distribución por sectores revela un predominio de establecimientos dedicados a Comercio, siendo estos el 44.59% del total en el municipio.

### Empleo
Para junio de 2024 el IMSS reportó un total de 232 trabajadores asegurados, lo que representó para el municipio de Hostotipaquillo un incremento anual de 31 trabajadores en comparación con el mismo mes de 2023, debido al alza del registro de empleo formal de algunos de sus grupos económicos principalmente el de Compraventa de alimentos, bebidas y productos del tabaco. En función de los registros del IMSS el grupo económico que más empleos presentó dentro del municipio de Hostotipaquillo fue el de Generación, transmisión y distribución de energía eléctrica, ya que en junio de 2024 registró un total de 85 trabajadores concentrando el 36.64% del total de asegurados en el municipio. El segundo grupo económico con más trabajadores asegurados fue el de Construcción de edificaciones y de obras de ingeniería civil, que para junio de 2024 registró 59 trabajadores. El tercer grupo con mayor número de trabajadores inscritos al IMSS es el Servicios conexos al transporte con el 24%. 

## Demografía y localidades
Según el censo de Población y Vivienda 2020, su población en ese año era de 8,732 personas; de las cuales el 50 por ciento eran hombres y 50 por ciento mujeres. Comparando este volumen poblacional con el del año 2015 (9,761 habitantes), se observa que la población municipal disminuyó un 10.54 por ciento en cinco años.

### Localidades
En 2020 Hostotipaquillo contaba con 47 localidades, de éstas, 2 eran de dos viviendas y 11 de una. La localidad de Hostotipaquillo era la más poblada, con 3,500 personas, que representaban el 40.1% de la población del municipio; le seguía Santo Tomás con el 9.4%, La Venta de Mochitiltic con el 6.7%, El Llano de los Vela con el 5.4% y El Tequesquite con el 4% del total municipal.
| Código INEGI      | Localidad         | Población (2020) |
| ----------------- | ----------------- | ---------------- |
| 140400001         | Hostotipaquillo   | 3 500            |
| Otras localidades | Otras localidades | 5 232            |
| Total municipal   | Total municipal   | 8 732            |

### Religión
El 97,23% profesa la religión católica; sin embargo, también hay creyentes de los testigos de Jehová, protestantes, mormones y otras doctrinas. El 0,57% de los habitantes ostentaron no practicar religión alguna.

## Migración
El índice de intensidad migratoria se ubicó en 62.81 con un grado de intensidad migratoria Medio.

## Pobreza por carencia social
Respecto a las carencias sociales en 2020, destaca que el indicador de carencia por acceso a la seguridad social es el acceso a la seguridad social, con un 84.9 por ciento, que en términos absolutos representa 7,449 habitantes. En contraste, el que menos proporción de población presentó fue el de acceso a la alimentación, con el 5.7 por ciento. Otros indicadores como rezago educativo, acceso a servicios de salud, a servicios básicos de la vivienda y a la alimentación con 27, 16, 14 y 10 por ciento respectivamente.

## Índice de desarrollo municipal (IDM)
Hostotipaquillo obtiene un desarrollo institucional Bajo con un IDM-I de 49.

## Promedio mensual de carpetas de investigación abiertas
Durante el periodo de junio de 2023 a mayo de 2024, se abrieron un total de 72 carpetas de investigación con un promedio mensual de 6 carpetas abiertas en donde el delito con mayor investigación es el de lesiones cuposas.

## Cultura

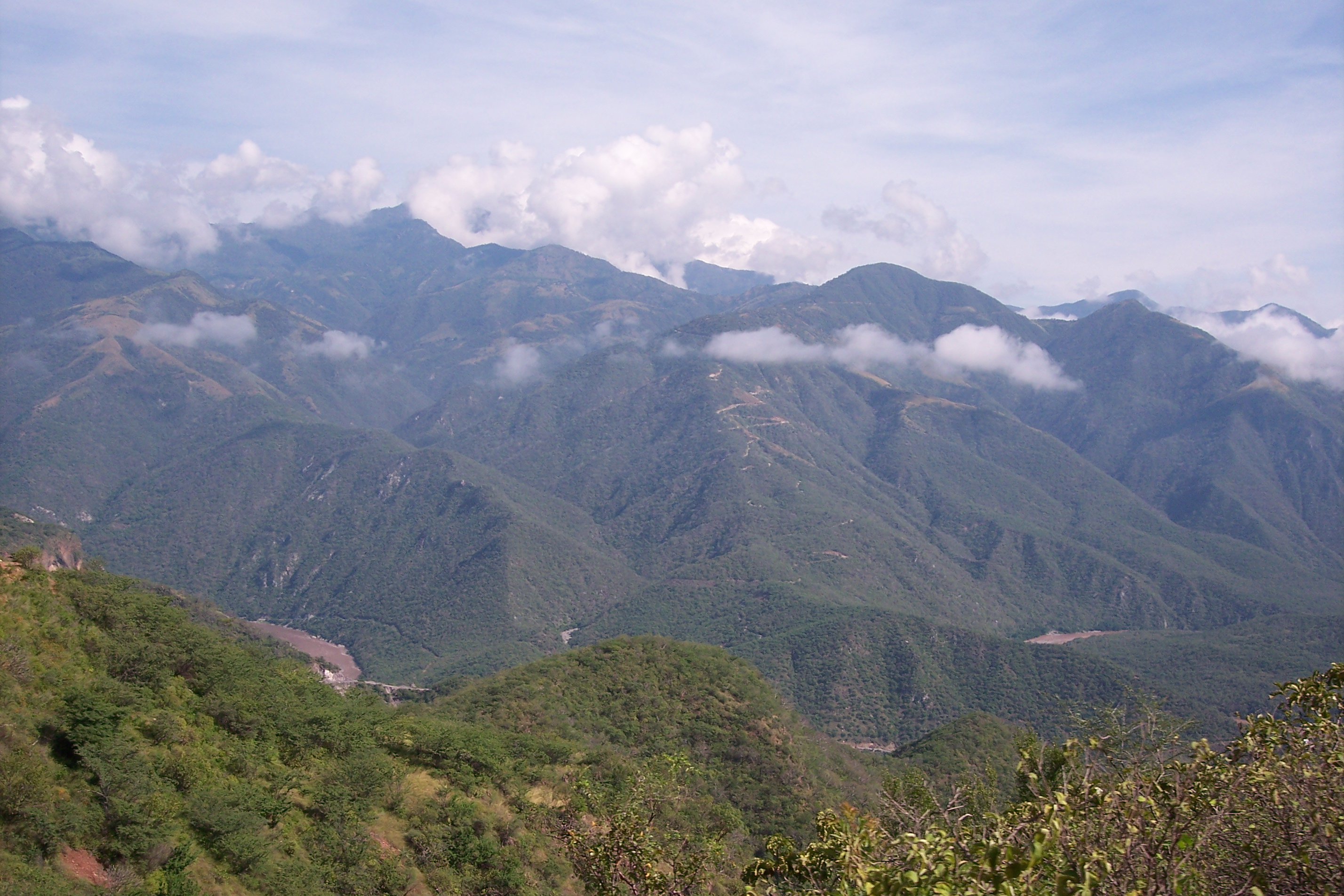
Paisaje de Hostotipaquillo.

- Gastronomía: Destaca la birria de chivo, el pozole y las enchiladas; de sus dulces, los cacahuates; de sus bebidas, el tequila y el mezcal.
- Trajes típicos: El traje de charro y la china poblana.

### Turismo
Son elementos de interés turístico su templo con cerca de 400 años de antigüedad e historia, sus paradísiacas vistas como lo son la Cejita, el cerro del Águila y la cruz, sus ruinas arqueológicas la Ciendia y los Arquitos, donde nacen de un lugar llamado el Infiernito hasta llegar a las ruinas de una de las haciendas más importantes de la antigüedad, donde se molían metales preciosos, grandes acantilados rumbo a las cuenca del río Lerma Santiago.

### Sitios de interés
| Arquitectura - Templo de la Virgen del Favor. - Capilla de Amajac. - Capilla Cinco Minas. - Capilla Santo Domingo de Guzmán. - Capilla Santo Tomás. | - Ex–hacienda de Santo Tomás. - Exhacienda Labor de Guadalupe. - Exhacienda Huajacatlán. - Exhacienda Amajac. - Exhacienda de Michel. | Parques y reservas - La Chula. - Pata de Gallo. - Ruinas de Mina de Ópalo. - Los Cajones. - El Infinito. - El Salto. - La Sejita - Presa de Guadalupe. |

### Fiestas
Fiestas civiles
- Aniversario de la Independencia de México: 16 de septiembre.
- Aniversario de la Revolución mexicana: El 20 de noviembre.

Fiestas religiosas
- Semana Santa: jueves y viernes Santos.
- Guadalupanas. 12 de diciembre.
- Fiesta en honor de la Santa Cruz: 3 de mayo.
- Fiesta en honor de La Asunción. 15 de agosto.
- Fiesta en honor a La Virgen del Favor. 24 de enero a 2 de febrero.
- Encuentro Fraternal del Motociclismo "José Magallanes Zapata", tercer domingo de enero.

## Gobierno
Su forma de gobierno es democrática y depende del gobierno estatal y federal; se realizan elecciones cada 3 años, en donde se elige al presidente municipal y su gabinete. La presidenta municipal actual es Teresa de Jesús González Carmona, la cual fue elegida durante las elecciones democráticas celebradas el 1 de julio del 2021.
El municipio cuenta con 53 localidades, siendo las más importantes: Hostotipaquillo (cabecera municipal), Estación Barrancas, Las Ciénegas, Cinco Minas, Las Conocas, Copala, La Estanzuela, Huajacatlán, Jocotlán y Trinillo, Labor de Guadalupe, El Llano de los Vela, El Llano de Michel, Mesa de Flores, La Mesa de Tecomatán, Michel, Moselo, La Montaña, El Monte del Favor y Paso de la Yesca, Plan de Barrancas.

### Presidentes municipales
| Período   | Presidente municipal             | Partido político | Elecciones    |
| --------- | -------------------------------- | ---------------- | ------------- |
| 1927      | Leopoldo González                |                  |               |
| 1927      | Manuel V. Rodríguez              |                  |               |
| 1929      | Alberto Plascencia               |                  |               |
| 1929      | Diego Flores                     | PNR              |               |
| 1930      | José F. Díaz                     | PNR              |               |
| 1930      | Dionisio López                   | PNR              |               |
| 1931      | Irineo Meza                      | PNR              |               |
| 1933      | Norberto Hernández               | PNR              |               |
| 1934      | J. Jesús Jaramillo               | PNR              |               |
| 1934      | Juan R. García                   | PNR              |               |
| 1935      | Juan Reyes                       | PNR              |               |
| 1936      | J. Jesús Ramírez                 | PNR              |               |
| 1936      | Miguel Ayón                      | PNR              |               |
| 1937      | J. Jesús Ramírez                 | PNR              |               |
| 1937      | Manuel Castañeda                 | PNR              |               |
| 1938-1940 | Zenón Vallarta                   | PRM              |               |
| 1940      | J. Concepción Martínez           | PRM              |               |
| 1940      | Esteban Vallarta                 | PRM              |               |
| 1941      | José M. Haro                     | PRM              |               |
| 1942      | José Ruiz Rodríguez              | PRM              |               |
| 1942      | José M. Haro                     | PRM              |               |
| 1942      | Rufino Guerrero                  | PRM              |               |
| 1942      | J. Jesús Carrillo                | PRM              |               |
| 1942      | Rufino Guerrero                  | PRM              |               |
| 1943      | Tomás Mojarro                    | PRM              |               |
| 1943      | Urbano L. Varela                 | PRM              |               |
| 1944      | José Velázquez                   | PRM              |               |
| 1944      | Ricardo León                     | PRM              |               |
| 1945      | Bernardo Arce Jiménez            | PRM              |               |
| 1945      | Francisco Miramontes             | PRM              |               |
| 1946      | Benjamín Hernández Rubio         | PRI              |               |
| 1947      | José Ruiz Rodríguez              | PRI              |               |
| 1947      | Leopoldo González                | PRI              |               |
| 1947      | José Ruiz Rodríguez              | PRI              |               |
| 1947      | Aurelio de la Torre D.           | PRI              |               |
| 1947-1948 | José Ruiz Rodríguez              | PRI              |               |
| 1948      | Leopoldo González                | PRI              |               |
| 1948      | Pedro Palacios Carrillo          | PRI              |               |
| 1948      | José Ruiz Rodríguez              | PRI              |               |
| 1949      | Catarino Castillo                | PRI              |               |
| 1949-1950 | Bernardo Arce Jiménez            | PRI              |               |
| 1950      | Catarino Castillo                | PRI              |               |
| 1950      | Zenón Vallarta Hernández         | PRI              |               |
| 1950      | José Hernández Rubio             | PRI              |               |
| 1951      | Zenón Vallarta Hernández         | PRI              |               |
| 1951      | José Hernández Rubio             | PRI              |               |
| 1952      | Rafael Becerra Castillo          | PRI              |               |
| 1953-1954 | Isidro Sánchez Villa             | PRI              |               |
| 1954      | Prudencio Gutiérrez              | PRI              |               |
| 1956-1958 | Antonio Hernández Rubio          | PRI              |               |
| 1959      | J. Sóstenes León R.              | PRI              |               |
| 1960-1961 | Primitivo Ávila Leal             | PRI              |               |
| 1962-1964 | Zenón González Ventura           | PRI              |               |
| 1971-1973 | Ramón Martínez León              | PRI              |               |
| 1974-1976 | Dimas Virgen Virgen              | PRI              |               |
| 1977-1979 | Luis Miguel García A.            | PRI              |               |
| 1980-1982 | Cirilo Vega Gutiérrez            | PRI              |               |
| 1983-1985 | Francisco Javier León Ruiz       | PRI              |               |
| 1986-1988 | Rafael Rojas Piz                 | PRI              |               |
| 1989-1992 | Ciriaco Mejía Mora               | PRI              |               |
| 1992-1995 | José de Jesús Caldera Rubio      | PRI              |               |
| 1995-1997 | Abraham Rodríguez Gómez          | PRI              |               |
| 1998-2000 | Manuel Torres Flores             | PRI              |               |
| 2001-2003 | Higinio Santillán García         | PRI              |               |
| 2004-2006 | Hugo Daniel Gaeta Esparza        | PRI              |               |
| 2006-2009 | Hugo Moreno Miramontes           | PAN              |               |
| 2010-2012 | Jorge Armando León Rosales       | PRD              |               |
| 2013-2015 | Luis Antonio León Ruiz           | PRI              |               |
| 2015-2018 | Luis Alberto Camacho Flores      | PRI              |               |
| 2018-2021 | Iliana Cristina Esparza Ríos     | PAN PRD MC       |               |
| 2021-2024 | Teresa de Jesús González Carmona | PAN              |               |
| 2024-2027 | Teresa de Jesús González Carmona | MC               | Fue reelegida |

### Personas destacadas
- Julián Medina Castillo, general y gobernador del estado.
- Leocadio Parra, general revolucionario, autor material de "El albazo de Medina”.[14]
- Lic. Teresa de Jesús González Carmona, Presidenta de Hostotipaquillo administración 2021-2024, primera mujer en la historia del municipio en reelegirse y ganar.

## Hermanamiento
- Andalucía Bollullos de la Mitación (2006)[15][16][17]